# Arebati
Arebati je bog neba in meseca pri Pigmejcih v Zairu, ki ga častijo kot svojega očeta afo. Kot vladar meseca je iz ilovice oblikoval telo prvega človeka, ga obdal s kožo in napolnil s krvjo. Arebati je podoben Mugasi.